# 克利肯

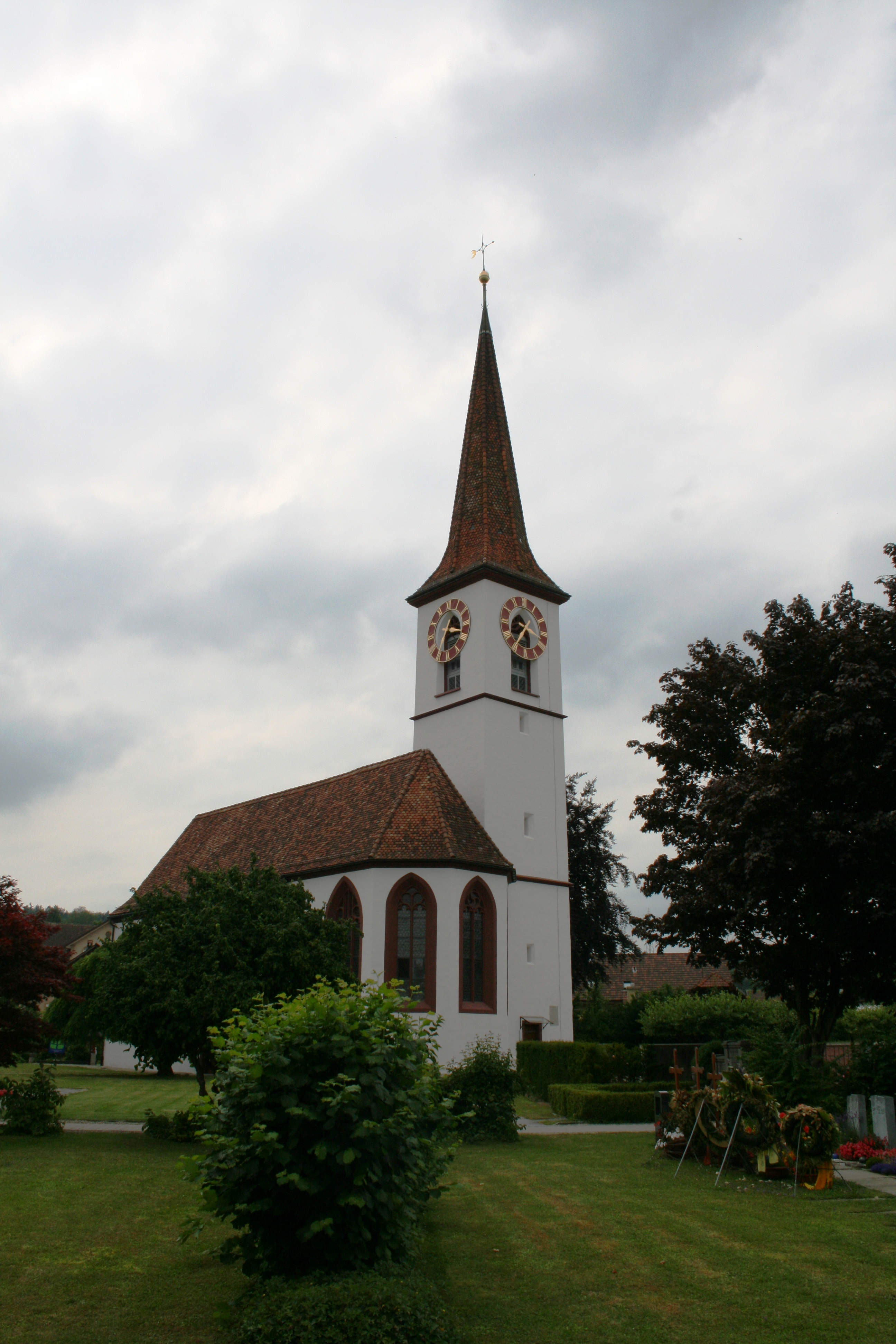

克利肯是瑞士的城鎮，位於該國北部，由阿爾高州負責管轄，面積8.89平方公里，海拔高度430米，2012年人口4,252，六成人口信奉基督教，人口密度每平方公里478人。